# S5 0014+81
Coordenadas:  00h 17m 08.5s, +81° 35′ 08″
S5 0014+81 é um quasar ou blazar distante, hiperluminoso e compacto com linhas de absorção ampla, localizado próximo à região de alta declinação da constelação de Cepheus, próximo ao Polo Equatorial Norte. Faz parte de uma galáxia elíptica e starburst. O S5 0014+81 é um dos quasares mais brilhantes conhecidos e um dos buracos negros mais massivos já registrados, com uma massa estimada em 40 bilhões de massas solares.

## Características
O objeto é um quasar OVV, um subtipo de blazar. Pertence à subclasse mais energética dos núcleos galáticos ativos, produzidos pela rápida acumulação de matéria de um buraco negro supermassivo central, alterando a energia gravitacional para energia luminosa, que pode ser visível a distâncias cósmicas.
No caso do S5 0014+81, é um dos quasares mais luminosos conhecidos, com uma luminosidade total superior a 1041 watts, igual a uma magnitude bolométrica absoluta de -31,5. Se o quasar estivesse a uma distância de 280 anos-luz da Terra, daria tanta energia por metro quadrado quanto o Sol na Terra, apesar de estar 18 milhões de vezes mais distante. A luminosidade do quasar é, portanto, cerca de 3 × 1014 (300 trilhões) de vezes a do Sol, ou mais de 25 000 vezes mais luminosa do que todas as 100 a 400 bilhões de estrelas da Via Láctea combinadas, tornando-o um dos objetos mais poderosos do universo observável. No entanto, devido à sua enorme distância de 12,1 bilhões de anos-luz, ele só pode ser estudado por espectroscopia. O buraco negro central do quasar devora uma quantidade extremamente grande de matéria, equivalente a 4 000 massas solares de material a cada ano.

### Buraco negro supermassivo
A galáxia "hospedeira" do S5 0014+81 é um blazar FSRQ (Flat Spectrum Radio Quasar), uma galáxia elíptica gigante que também hospeda um buraco negro supermassivo em seu centro, que pode ser a fonte de sua intensa atividade.
Em 2009, uma equipe de astrônomos que usavam a espaçonave Swift usou a saída de luminosidade do S5 0014+81 para medir a massa do buraco negro central. Eles descobriram que ele era cerca de 10 000 vezes mais massivo que o buraco negro no centro de nossa galáxia, equivalente a 40 bilhões de massas solares. Isso o torna um dos buracos negros mais massivos já descobertos, mais de seis vezes maior que o valor do buraco negro da Messier 87, que foi considerado o maior buraco negro por quase 60 anos e foi cunhado para ser um buraco negro "ultramassivo".
Os modelos de evolução baseados na massa do buraco negro supermassivo do S5 0014+81 prevê que ele durará cerca de 1,342 × 1099 anos (próximo ao final da Era do Buraco Negro do universo, quando for mais de 1088 vezes a sua idade atual), antes que se dissipe pela radiação Hawking. No entanto, está em processo de acréscimo, por isso pode levar mais tempo do que o tempo indicado para se dissipar.